# Pseudancistrus longispinis
Pseudancistrus longispinis är en fiskart som först beskrevs av Heitmans, Nijssen och Isbrücker, 1983.  Pseudancistrus longispinis ingår i släktet Pseudancistrus och familjen Loricariidae. Inga underarter finns listade i Catalogue of Life.